# Presle
Presle település Franciaországban, Savoie megyében. Lakosainak száma 434 fő (2022. január 1.). Presle Arvillard, Saint-Alban-d'Hurtières, Saint-Pierre-de-Belleville, Saint-Rémy-de-Maurienne, Le Verneil és Valgelon-La Rochette községekkel határos.

## Népesség
A település népességének változása:
| Lakosok száma | 433  | 419  | 423  | 418  | 425  | 432  | 433  | 433  | 434  |
|               | 2013 | 2015 | 2016 | 2017 | 2018 | 2019 | 2020 | 2021 | 2022 |